# Liste der Monuments historiques in Lathus-Saint-Rémy
Die Liste der Monuments historiques in Lathus-Saint-Rémy führt die Monuments historiques in der französischen Gemeinde Lathus-Saint-Rémy auf.

## Liste der Bauwerke
| Bezeichnung        | Beschreibung                    | Standort | Kennzeichnung | Schutzstatus   | Datum     | Bild |
| ------------------ | ------------------------------- | -------- | ------------- | -------------- | --------- | ---- |
| Dolmen             | Neolithikum                     | (Lage)   | PA00105481    | Classé         | 1889      |      |
| Château du Cluzeau | Burg, erbaut im 12. Jahrhundert | (Lage)   | PA00125692    | Inscrit        | 1993      |      |
| Kirche St-Maurice  | Erbaut im 13./14. Jahrhundert   | (Lage)   | PA00105482    | Inscrit/Classé | 1926/1930 |      |

## Liste der Objekte
- Monuments historiques (Objekte) in Lathus-Saint-Rémy in der Base Palissy des französischen Kultusministeriums